# Соколов, Юрий Николаевич (генерал)
Юрий Николаевич Соколов (1926-2009) — сотрудник советских и российских органов государственной безопасности, генерал-майор.

## Биография
Юрий Николаевич Соколов родился 8 июня 1926 года в деревне Рюхово (ныне — Старицкий район Тверской области). 15 декабря 1944 года поступил на службу в органы государственной безопасности. Начинал оперуполномоченным транспортного отдела Наркомата государственной безопасности СССР по Московско-Курской железной дороге. В послевоенное время окончил сначала школу МГБ СССР № 311, а в 1956 году — Высшую школу Комитета государственной безопасности при Совете Министров СССР имени Ф. Э. Дзержинского, после чего остался в ней на преподавательской работе.
На протяжении многих лет был преподавателем, затем доцентом, заместителем начальника, начальником кафедры в Высшей школе КГБ СССР. С 1972 года служил во Втором главном управлении Комитета государственной безопасности при Совете Министров СССР. В 1979 году назначен начальником Управления КГБ СССР по Челябинской области. Занимал этот пост до 1986 года, когда Соколов вновь был переведён в центральный аппарат КГБ СССР, где занял пост заместителя начальника Второго главного управления КГБ СССР.
В 1989 году Соколов вернулся к научно-преподавательской работе в Высшей школе КГБ СССР (впоследствии — Академии ФСБ России). Умер в 2009 году, похоронен на Троекуровском кладбище Москвы.
Почётный сотрудник госбезопасности. Был награждён орденом «Знак Почёта» и многими медалями.